# (39704) 1996 TG15
(39704) 1996 TG15 est un astéroïde de la ceinture principale d'astéroïdes découvert en 1996.

## Description
(39704) 1996 TG15 a été découvert le 9 octobre 1996 à Kushiro (Japon) par Seiji Ueda et Hiroshi Kaneda.

### Caractéristiques orbitales
L'orbite de cet astéroïde est caractérisée par un demi-grand axe de 2,37 ua, un périhélie de 1,89 ua, une excentricité de 0,20 et une inclinaison de 3,30° par rapport à l'écliptique. Du fait de ces caractéristiques, à savoir un demi-grand axe compris entre 2 et 3,2 ua et un périhélie supérieur à 1,666 ua, il est classé, selon la JPL Small-Body Database, comme objet de la ceinture principale d'astéroïdes.

### Caractéristiques physiques
(39704) 1996 TG15 a une magnitude absolue (H) de 15,1 et un albédo estimé à 0,263.